# Europese kampioenschappen kunstschaatsen 2020

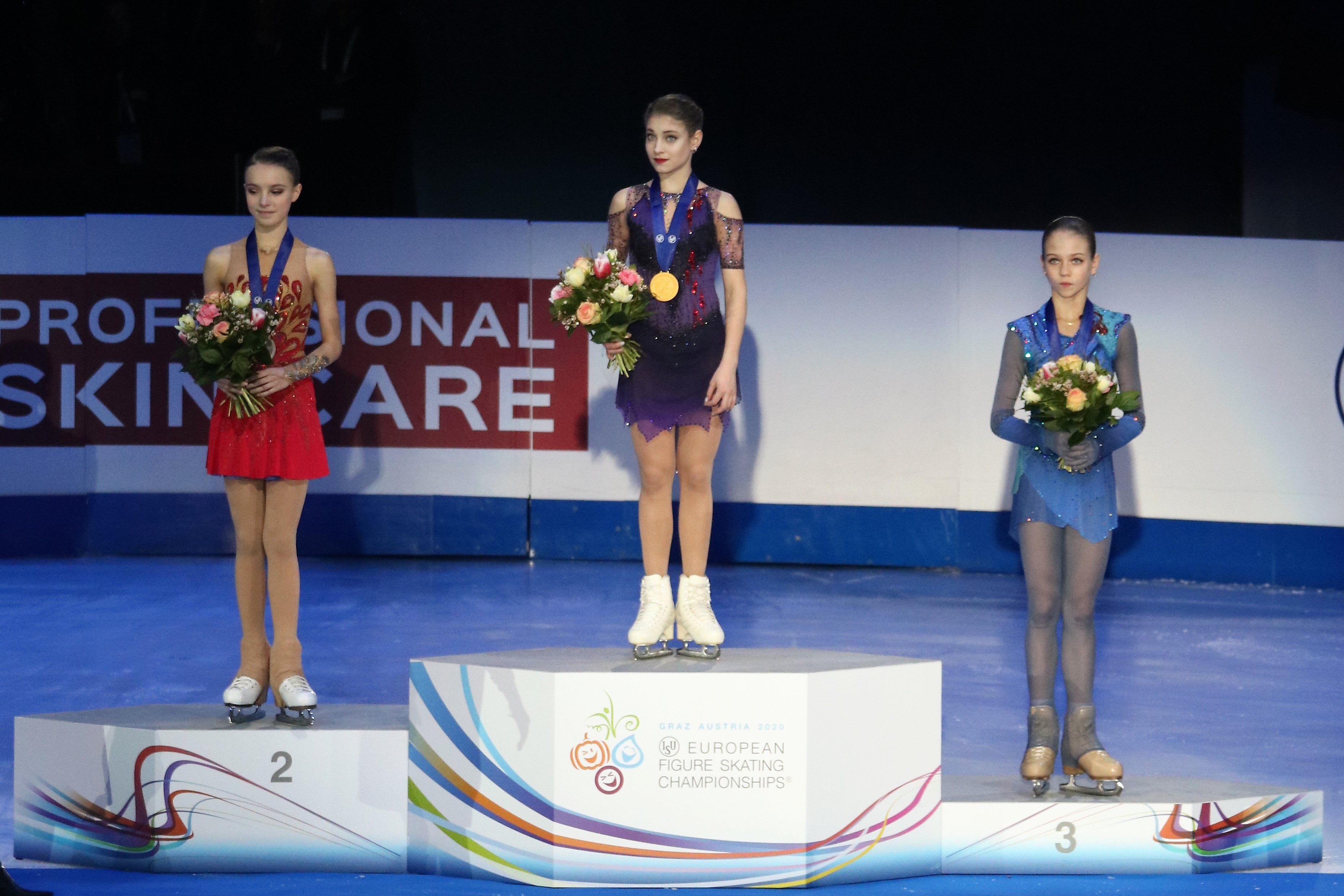
Een heel nieuw podium bij de vrouwen, met drie Russische debutantes

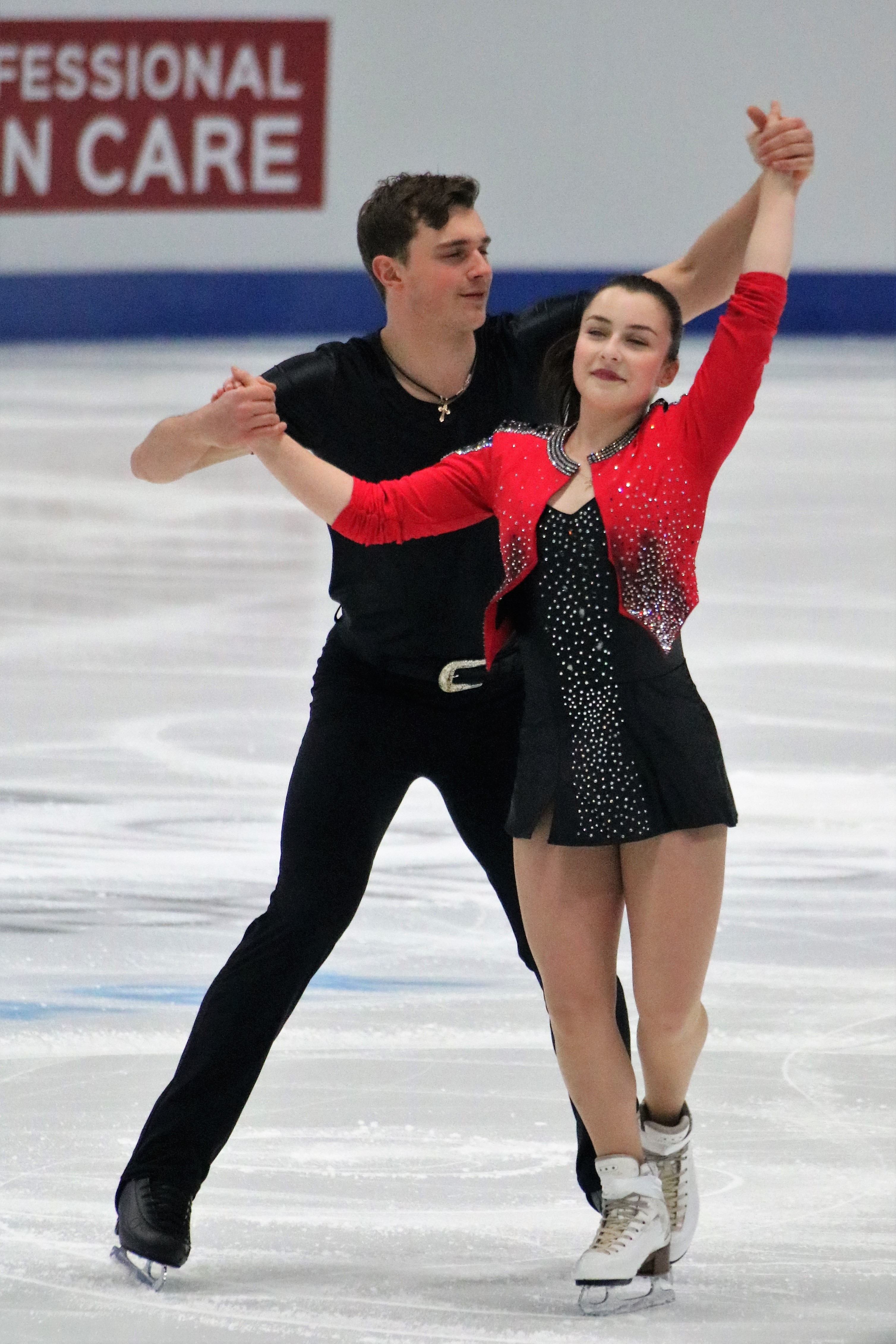
De Nederlandse paarrijders Daria Danilova en Michel Tsiba tijdens hun kür op het EK

De Europese kampioenschappen kunstschaatsen 2020 waren vier wedstrijden die samen een jaarlijks terugkerend evenement vormden, georganiseerd door de Internationale Schaatsunie (ISU).
Voor de mannen was het de 112e editie, voor de vrouwen en paren de 84e en voor de ijsdansers de 67e editie. De kampioenschappen vonden plaats van 22 tot en met 26 januari in de Steiermarkhalle in Graz, Oostenrijk.
|           | woensdag 22 januari | donderdag 23 januari | vrijdag 24 januari | zaterdag 25 januari | zondag 26 januari |
| Mannen    | korte kür           | vrije kür            |                    |                     | Gala              |
| Paren     | korte kür           |                      | vrije kür          |                     | Gala              |
| Vrouwen   |                     |                      | korte kür          | vrije kür           | Gala              |
| IJsdansen |                     | korte kür            |                    | vrije kür           | Gala              |

## Deelnemende landen
Alle Europese ISU-leden hadden het recht om een startplaats per categorie in te vullen. Extra startplaatsen (met een maximum van drie per categorie) zijn verdiend op basis van de eindklasseringen op het EK van 2019.
Voor Nederland nam Thomas Kennes voor de vijfde keer deel bij de mannen, nam Niki Wories voor de derde keer deel bij de vrouwen en debuteerden Daria Danilova en Michel Tsiba bij de paren. De Zwitsers-Amerikaanse Alexia Paganini heeft een Nederlandse moeder. België vaardigde, net als in 2019, geen deelnemers af.
Deelnemende landen
Er namen deelnemers uit 32 landen deel aan de kampioenschappen. Er werden 118 startplaatsen ingevuld.
(Tussen haakjes het totaal aantal startplaatsen in de vier toernooien.)
| Rusland (12) Frankrijk (10) Italië (8) Duitsland (5) Finland (5) Spanje (5) Tsjechië (5) Verenigd Koninkrijk (5) | Zwitserland (5) Georgië (4) Hongarije (4) Israël (4) Oekraïne (4) Armenië (3) Bulgarije (3) Letland (3) | Nederland (3) Oostenrijk (3) Polen (3) Turkije (3) Wit-Rusland (3) Zweden (3) Azerbeidzjan (2) Estland (2) | Kroatië (2) Litouwen (2) Slowakije (2) Ierland (1) Monaco (1) Noorwegen (1) Slovenië (1) Servië (1) |

(Spanje vulde de extra startplaatsen bij de mannen niet in, Slowakije deed dit niet bij de vrouwen. Frankrijk, Italië, Kroatië en het Verenigd Koninkrijk vulden geen extra startplek bij de paren.)

## Medailleverdeling
| Categorie | Goud                                   | Zilver                                  | Brons                                 |
| --------- | -------------------------------------- | --------------------------------------- | ------------------------------------- |
| Mannen    | Dmitri Aliev                           | Artoer Danieljan                        | Moris Kvitelasjvili                   |
| Vrouwen   | Aljona Kostornaja                      | Anna Sjtsjerbakova                      | Aleksandra Troesova                   |
| Paren     | Aleksandra Bojkova / Dmitri Kozlovski  | Jevgenia Tarasova / Vladimir Morozov    | Daria Pavljoetsjenko / Denis Chodykin |
| IJsdansen | Viktoria Sinitsina / Nikita Katsalapov | Gabriella Papadakis / Guillaume Cizeron | Aleksandra Stepanova / Ivan Boekin    |

## Uitslagen
| #                   | naam (deelname)         | land                         | punten | korte kür  | vrije kür   |
| ------------------- | ----------------------- | ---------------------------- | ------ | ---------- | ----------- |
| Goud                | Dmitri Aliev (2)        | Vlag van Rusland             | 272.89 | 88.45 (2)  | 184.44 (1)  |
| Zilver              | Artoer Danieljan        | Vlag van Rusland             | 246.74 | 84.63 (3)  | 162.11 (4)  |
| Brons               | Moris Kvitelasjvili (4) | Vlag van Georgië             | 246.71 | 82.77 (4)  | 163.94 (3)  |
| 4                   | Daniel Grassl (2)       | Vlag van Italië              | 244.88 | 76.61 (11) | 168.27 (2)  |
| 5                   | Matteo Rizzo (4)        | Vlag van Italië              | 237.01 | 79.07 (7)  | 157.94 (5)  |
| 6                   | Deniss Vasiļjevs (5)    | Vlag van Letland             | 232.67 | 80.44 (5)  | 152.23 (7)  |
| 7                   | Michal Březina (13)     | Vlag van Tsjechië            | 231.25 | 89.77 (1)  | 141.48 (11) |
| 8                   | Paul Fentz (6)          | Vlag van Duitsland           | 230.01 | 80.41 (6)  | 149.60 (9)  |
| 9                   | Vladimir Litvintsev (2) | Vlag van Azerbeidzjan        | 221.09 | 70.04 (17) | 151.05 (8)  |
| 10                  | Aleksandr Samarin (4)   | Vlag van Rusland             | 220.43 | 74.77 (13) | 145.66 (10) |
| 11                  | Adam Siao Him Fa (2)    | Vlag van Frankrijk           | 219.89 | 65.21 (24) | 154.68 (6)  |
| 12                  | Oleksij Bytsjenko (9)   | Vlag van Israël              | 219.03 | 78.27 (8)  | 140.76 (13) |
| 13                  | Gabriele Frangipani     | Vlag van Italië              | 218.00 | 76.91 (10) | 141.09 (12) |
| 14                  | Irakli Maisoeradze (3)  | Vlag van Georgië             | 214.47 | 74.13 (15) | 140.34 (14) |
| 15                  | Nikolaj Majorov (2)     | Vlag van Zweden              | 212.57 | 74.39 (14) | 138.18 (15) |
| 16                  | Aleksandr Selevko (2)   | Vlag van Estland             | 210.68 | 77.45 (9)  | 133.23 (16) |
| 17                  | Mark Gorodnitsky (2)    | Vlag van Israël              | 206.83 | 76.20 (12) | 130.63 (17) |
| 18                  | Slavik Hajrapetjan (7)  | Vlag van Armenië             | 194.61 | 66.89 (20) | 127.72 (18) |
| 19                  | Lukas Britschgi (2)     | Vlag van Zwitserland         | 190.75 | 66.32 (22) | 124.43 (19) |
| 20                  | Matyáš Bělohradský (2)  | Vlag van Tsjechië            | 190.54 | 67.69 (18) | 122.85 (20) |
| 21                  | Sondre Oddvoll Bøe (7)  | Vlag van Noorwegen           | 189.25 | 67.35 (19) | 121.90 (21) |
| 22                  | Alexander Lebedev       | Vlag van Wit-Rusland         | 188.00 | 66.43 (21) | 121.57 (22) |
| 23                  | Larry Loupolover (5)    | Vlag van Bulgarije           | 177.26 | 70.36 (16) | 106.90 (24) |
| 24                  | Burak Demirboğa (3)     | Vlag van Turkije             | 173.31 | 66.12 (23) | 107.19 (23) |
| Finale niet bereikt |                         |                              |        |            |             |
| 25                  | Illya Solomin (2)       | Vlag van Zweden              |        | 64.91 (25) |             |
| 26                  | Kévin Aymoz (3)         | Vlag van Frankrijk           |        | 64.40 (26) |             |
| 27                  | Peter James Hallam      | Vlag van Verenigd Koninkrijk |        | 64.17 (27) |             |
| 28                  | Maurizio Zandron (2)    | Vlag van Oostenrijk          |        | 62.45 (28) |             |
| 29                  | Davide Lewton Brain (3) | Vlag van Monaco              |        | 61.35 (29) |             |
| 30                  | Andrey Kokura           | Vlag van Oekraïne            |        | 58.65 (30) |             |
| 31                  | Roman Galay (2)         | Vlag van Finland             |        | 56.10 (31) |             |
| 32                  | Michael Neuman (5)      | Vlag van Slowakije           |        | 53.08 (32) |             |
| 33                  | Thomas Kennes (5)       | Vlag van Nederland           |        | 52.56 (33) |             |
| 34                  | Conor Stakelum (3)      | Vlag van Ierland             |        | 48.28 (34) |             |
| 35                  | Andras Csernoch         | Vlag van Hongarije           |        | 47.30 (35) |             |

| #                   | naam (deelname)           | land                         | punten | korte kür  | vrije kür   |
| ------------------- | ------------------------- | ---------------------------- | ------ | ---------- | ----------- |
| Goud                | Aljona Kostornaja         | Vlag van Rusland             | 240.81 | 84.92 (1)  | 155.89 (2)  |
| Zilver              | Anna Sjtsjerbakova        | Vlag van Rusland             | 237.76 | 77.95 (2)  | 159.81 (1)  |
| Brons               | Aleksandra Troesova       | Vlag van Rusland             | 225.34 | 74.95 (3)  | 150.39 (3)  |
| 4                   | Alexia Paganini (3)       | Vlag van Zwitserland         | 192.88 | 68.82 (4)  | 124.06 (4)  |
| 5                   | Emmi Peltonen (4)         | Vlag van Finland             | 181.79 | 66.49 (5)  | 115.30 (7)  |
| 6                   | Jekaterina Rjabova (2)    | Vlag van Azerbeidzjan        | 181.49 | 62.22 (6)  | 119.27 (6)  |
| 7                   | Eva-Lotta Kiibus          | Vlag van Estland             | 181.24 | 59.70 (11) | 121.54 (5)  |
| 8                   | Alessia Tornaghi          | Vlag van Italië              | 172.17 | 61.27 (7)  | 110.90 (11) |
| 9                   | Maé-Bérénice Méité (10)   | Vlag van Frankrijk           | 172.08 | 60.64 (8)  | 111.44 (10) |
| 10                  | Jekaterina Koerakova      | Vlag van Polen               | 170.24 | 58.49 (13) | 111.75 (9)  |
| 11                  | Maïa Mazzara              | Vlag van Frankrijk           | 170.06 | 57.11 (16) | 112.95 (8)  |
| 12                  | Linnea Ceder              | Vlag van Finland             | 166.16 | 58.01 (15) | 108.15 (12) |
| 13                  | Nicole Schott (5)         | Vlag van Duitsland           | 162.26 | 58.06 (14) | 104.20 (14) |
| 14                  | Viktoriia Safonova        | Vlag van Wit-Rusland         | 159.91 | 53.33 (20) | 106.58 (13) |
| 15                  | Alina Urushadze           | Vlag van Georgië             | 154.81 | 59.56 (12) | 095.25 (18) |
| 16                  | Léa Serna                 | Vlag van Frankrijk           | 154.73 | 59.90 (10) | 094.83 (19) |
| 17                  | Alexandra Feigin (2)      | Vlag van Bulgarije           | 154.43 | 53.87 (18) | 100.56 (16) |
| 18                  | Anita Östlund (3)         | Vlag van Zweden              | 152.91 | 60.57 (9)  | 092.34 (21) |
| 19                  | Yasmine Kimiko Yamada (3) | Vlag van Zwitserland         | 152.62 | 51.77 (24) | 100.85 (15) |
| 20                  | Daša Grm (8)              | Vlag van Slovenië            | 150.90 | 56.07 (17) | 094.83 (20) |
| 21                  | Ivett Tóth (6)            | Vlag van Hongarije           | 150.36 | 52.69 (22) | 097.67 (17) |
| 22                  | Eliška Březinová (8)      | Vlag van Tsjechië            | 145.35 | 53.61 (19) | 091.74 (22) |
| 23                  | Natasha McKay (4)         | Vlag van Verenigd Koninkrijk | 142.14 | 52.47 (23) | 089.67 (23) |
| 24                  | Olga Mikoetina            | Vlag van Oostenrijk          | 130.15 | 53.19 (21) | 076.96 (24) |
| Finale niet bereikt |                           |                              |        |            |             |
| 25                  | Nelli Ioffe               | Vlag van Israël              |        | 51.70 (25) |             |
| 26                  | Aleksandra Golovkina (3)  | Vlag van Litouwen            |        | 50.88 (26) |             |
| 27                  | Anastasia Galustyan (5)   | Vlag van Armenië             |        | 50.08 (27) |             |
| 28                  | Valentina Matos (4)       | Vlag van Spanje              |        | 49.02 (28) |             |
| 29                  | Ema Doboszová             | Vlag van Slowakije           |        | 46.27 (29) |             |
| 30                  | Angelīna Kučvaļska (4)    | Vlag van Letland             |        | 45.09 (30) |             |
| 31                  | Antonina Dubinina (4)     | Vlag van Servië              |        | 43.62 (31) |             |
| 32                  | Sinem Kuyucu              | Vlag van Turkije             |        | 43.16 (32) |             |
| 33                  | Jenni Saarinen            | Vlag van Finland             |        | 42.61 (33) |             |
| 34                  | Anastasia Hozhva (2)      | Vlag van Oekraïne            |        | 40.49 (34) |             |
| 35                  | Niki Wories (3)           | Vlag van Nederland           |        | 38.19 (35) |             |
| 36                  | Klára Štěpánová           | Vlag van Tsjechië            |        | 37.83 (36) |             |
| 37                  | Hana Cvijanović (2)       | Vlag van Kroatië             |        | 36.22 (37) |             |

| #                   | naam (deelname)                                | land                         | punten | korte kür  | vrije kür   |
| ------------------- | ---------------------------------------------- | ---------------------------- | ------ | ---------- | ----------- |
| Goud                | Aleksandra Bojkova (2) Dmitri Kozlovski (2)    | Vlag van Rusland             | 234.58 | 82.34 (1)  | 152.24 (1)  |
| Zilver              | Jevgenia Tarasova (6) Vladimir Morozov (6)     | Vlag van Rusland             | 208.64 | 73.50 (3)  | 135.14 (2)  |
| Brons               | Daria Pavljoetsjenko (2) Denis Chodykin (2)    | Vlag van Rusland             | 206.53 | 74.92 (2)  | 131.61 (3)  |
| 4                   | Nicole Della Monica (10) Matteo Guarise (8)    | Vlag van Italië              | 194.44 | 70.48 (4)  | 123.96 (4)  |
| 5                   | Minerva Fabienne Hase (4) Nolan Seegert (4)    | Vlag van Duitsland           | 186.39 | 70.43 (5)  | 115.96 (5)  |
| 6                   | Miriam Ziegler (8) Severin Kiefer (10)         | Vlag van Oostenrijk          | 177.41 | 67.90 (6)  | 109.51 (6)  |
| 7                   | Annika Hocke (2) Robert Kunkel                 | Vlag van Duitsland           | 166.10 | 58.43 (7)  | 107.67 (7)  |
| 8                   | Rebecca Ghilardi (3) Filippo Ambrosini (5)     | Vlag van Italië              | 156.74 | 56.85 (8)  | 099.89 (10) |
| 9                   | Cléo Hamon Denys Strekalin                     | Vlag van Frankrijk           | 153.49 | 50.24 (12) | 103.25 (8)  |
| 10                  | Ioulia Chtchetinina (3) Márk Magyar (2)        | Vlag van Hongarije           | 151.50 | 51.03 (10) | 100.47 (9)  |
| 11                  | Coline Keriven Noël-Antoine Pierre             | Vlag van Frankrijk           | 150.10 | 51.47 (9)  | 098.63 (11) |
| 12                  | Zoe Jones (4) Christopher Boyadji (5)          | Vlag van Verenigd Koninkrijk | 147.94 | 50.96 (11) | 096.98 (12) |
| 13                  | Anna Vernikov Evgeni Krasnopolski (8)          | Vlag van Israël              | 145.35 | 49.34 (13) | 096.01 (13) |
| 14                  | Laura Barquero (3) Tòn Cónsul                  | Vlag van Spanje              | 135.68 | 46.79 (15) | 088.89 (14) |
| 15                  | Lana Petranović (4) Antonio Souza-Kordeiru (4) | Vlag van Kroatië             | 134.57 | 48.78 (14) | 085.79 (15) |
| 16                  | Daria Danilova Michel Tsiba                    | Vlag van Nederland           | 116.30 | 46.10 (16) | 070.20 (16) |
| Finale niet bereikt |                                                |                              |        |            |             |
| 17                  | Dorota Broda Pedro Betegón Martín              | Vlag van Spanje              |        | 45.54 (17) |             |
| 18                  | Alexandra Herbríková (3) Nicolas Roulet (2)    | Vlag van Zwitserland         |        | 42.16 (18) |             |
| 19                  | Sofiia Nesterova Artem Darenskyi               | Vlag van Oekraïne            |        | 39.28 (19) |             |

| #                   | naam (deelname)                               | land                         | punten | korte kür  | vrije kür   |
| ------------------- | --------------------------------------------- | ---------------------------- | ------ | ---------- | ----------- |
| Goud                | Viktoria Sinitsina (5) Nikita Katsalapov (8)  | Vlag van Rusland             | 220.42 | 88.73 (2)  | 131.69 (1)  |
| Zilver              | Gabriella Papadakis (7) Guillaume Cizeron (7) | Vlag van Frankrijk           | 220.28 | 88.78 (1)  | 131.50 (2)  |
| Brons               | Aleksandra Stepanova (6) Ivan Boekin (6)      | Vlag van Rusland             | 211.29 | 83.65 (4)  | 127.64 (3)  |
| 4                   | Charlène Guignard (9) Marco Fabbri (9)        | Vlag van Italië              | 205.58 | 84.66 (3)  | 120.92 (4)  |
| 5                   | Lilah Fear (3) Lewis Gibson (3)               | Vlag van Verenigd Koninkrijk | 192.34 | 74.26 (6)  | 118.08 (5)  |
| 6                   | Tiffany Zahorski (3) Jonathan Guerreiro (2)   | Vlag van Rusland             | 188.03 | 75.10 (5)  | 112.93 (6)  |
| 7                   | Sara Hurtado (9) Kirill Chaljavin (5)         | Vlag van Spanje              | 185.84 | 73.44 (7)  | 112.40 (7)  |
| 8                   | Olivia Smart (3) Adrià Díaz (7)               | Vlag van Spanje              | 183.12 | 72.19 (9)  | 110.93 (8)  |
| 9                   | Natalia Kaliszek (6) Maksym Spodyriev (6)     | Vlag van Polen               | 180.26 | 71.96 (10) | 108.30 (10) |
| 10                  | Oleksandra Nazarova (4) Maksym Nikitin (4)    | Vlag van Oekraïne            | 179.94 | 71.54 (11) | 108.40 (9)  |
| 11                  | Allison Reed (7) Saulius Ambrulevičius (9)    | Vlag van Litouwen            | 174.24 | 73.22 (8)  | 101.02 (13) |
| 12                  | Adelina Galyavieva (2) Louis Thauron (3)      | Vlag van Frankrijk           | 172.15 | 66.85 (13) | 105.30 (12) |
| 13                  | Katharina Müller (2) Tim Dieck (2)            | Vlag van Duitsland           | 167.44 | 61.42 (18) | 106.02 (11) |
| 14                  | Maria Kazakova Georgy Reviya                  | Vlag van Georgië             | 167.22 | 67.49 (12) | 099.73 (14) |
| 15                  | Jevgenia Lopareva Geoffrey Brissaud           | Vlag van Frankrijk           | 165.22 | 65.68 (15) | 099.54 (15) |
| 16                  | Jasmine Tessari (4) Francesco Fioretti (4)    | Vlag van Italië              | 163.61 | 66.79 (14) | 096.82 (16) |
| 17                  | Tina Garabedian (4) Simon Proulx-Sénécal (4)  | Vlag van Armenië             | 156.64 | 61.25 (19) | 095.39 (17) |
| 18                  | Yuka Orihara Juho Pirinen                     | Vlag van Finland             | 156.08 | 64.49 (16) | 091.59 (19) |
| 19                  | Natálie Taschlerová Filip Taschler            | Vlag van Tsjechië            | 154.30 | 62.53 (17) | 091.77 (18) |
| 20                  | Victoria Manni (4) Carlo Röthlisberger (4)    | Vlag van Zwitserland         | 145.23 | 59.78 (20) | 085.45 (20) |
| Finale niet bereikt |                                               |                              |        |            |             |
| 21                  | Robynne Tweedale (3) Joseph Buckland (4)      | Vlag van Verenigd Koninkrijk |        | 59.25 (21) |             |
| 22                  | Justyna Plutowska (4) Jérémie Flemin (3)      | Vlag van Polen               |        | 58.49 (22) |             |
| 23                  | Emiliya Kalehanova Uladzislau Palkhouski      | Vlag van Wit-Rusland         |        | 51.10 (23) |             |
| 24                  | Emily Monaghan Ilias Fourati                  | Vlag van Hongarije           |        | 50.22 (24) |             |
| 25                  | Mina Zdravkova Christopher M. Davis           | Vlag van Bulgarije           |        | 48.25 (25) |             |
| 26                  | Nicole Kelly Berk Akalın                      | Vlag van Turkije             |        | 46.70 (26) |             |
| 27                  | Aurelija Ipolito (2) J.T. Michel              | Vlag van Letland             |        | 45.62 (27) |             |

## Organisatie
De organisatie (Skate Austria Event GmbH) ontving een subsidie van € 250.000 (waarvan € 200.000 in 2019 en € 50.000 in 2020) vanuit de federale overheid van Oostenrijk, in het kader van een subsidieregeling voor grote sportevenementen.
Medaillewinnaars

Mannen · 
Vrouwen ·
Paren · 
IJsdansen

Toernooi

1891 · 
1892 · 
1893 · 
1894 · 
1895 · 
1896-1897 · 
1898 · 
1899 · 
1900 · 
1901 · 
1902-1903 · 
1904 · 
1905 · 
1906 · 
1907 · 
1908 · 
1909 · 
1910 · 
1911 · 
1912 · 
1913 · 
1914 · 
1915-1921 · 
1922 · 
1923 · 
1924 · 
1925 · 
1926 · 
1927 · 
1928 · 
1929 · 
1930 · 
1931 · 
1932 · 
1933 · 
1934 · 
1935 · 
1936 · 
1937 · 
1938 · 
1939 ·
1940-1946 · 
1947 · 
1948 · 
1949 · 
1950 · 
1951 · 
1952 · 
1953 · 
1954 · 
1955 · 
1956 · 
1957 · 
1958 · 
1959 · 
1960 · 
1961 · 
1962 · 
1963 · 
1964 · 
1965 · 
1966 · 
1967 · 
1968 · 
1969 · 
1970 · 
1971 · 
1972 · 
1973 · 
1974 · 
1975 · 
1976 · 
1977 · 
1978 · 
1979 · 
1980 · 
1981 · 
1982 · 
1983 · 
1984 · 
1985 · 
1986 · 
1987 · 
1988 · 
1989 · 
1990 · 
1991 · 
1992 · 
1993 · 
1994 · 
1995 ·
1996 · 
1997 · 
1998 · 
1999 · 
2000 · 
2001 · 
2002 · 
2003 · 
2004 · 
2005 · 
2006 ·
2007 ·
2008 ·
2009 ·
2010 ·
2011 ·
2012 ·
2013 ·
2014 ·
2015 ·
2016 ·
2017 ·
2018 ·
2019 ·
2020 ·
2021 · 
2022 · 
2023 · 
2024 · 
2025

WK kunstschaatsen ·
WK kunstschaatsen junioren ·
Viercontinentenkampioenschap ·
Olympische Spelen